# Kabinet-Andreotti VI
Het kabinet-Andreotti VI was de Italiaanse regering van 22 juli 1989 tot 11 april 1991. Het kabinet werd gevormd door de politieke partijen DC, PSI, PRI, PLI en PSDI na het aftreden van Ciriaco De Mita, waarna minister van Buitenlandse Zaken en oud-premier Giulio Andreotti van de Democrazia Cristiana (DC) werd benoemd als de nieuwe premier.

## Kabinet-Andreotti VI (1989–1991)
| Ambtsbekleder         | Ambtsbekleder         | Ambtsbekleder                    | Functie                              | Ambtstermijn     | Ambtstermijn     | Partij |
| --------------------- | --------------------- | -------------------------------- | ------------------------------------ | ---------------- | ---------------- | ------ |
|                       | Giulio Andreotti      | Giulio Andreotti (1919–2013)     | Premier                              | 22 juli 1989     | 28 juni 1992     | DC     |
|                       | Claudio Martelli      | Claudio Martelli (1943)          | Vicepremier                          | 22 juli 1989     | 28 juni 1992     | PSI    |
| Minister van Justitie | Claudio Martelli      | Claudio Martelli (1943)          | 1 februari 1991                      | 10 februari 1993 |                  | PSI    |
|                       | Nino Cristofori       | Nino Cristofori (1930–2015)      | Secretaris- generaal                 | 22 juli 1989     | 28 juni 1992     | DC     |
|                       | Antonio Gava          | Antonio Gava (1930–2008)         | Minister van Binnenlandse Zaken      | 13 april 1988    | 16 oktober 1990  | DC     |
|                       | Vincenzo Scotti       | Vincenzo Scotti (1933)           | Minister van Binnenlandse Zaken      | 16 oktober 1990  | 28 juni 1992     | DC     |
|                       | Gianni De Michelis    | Gianni De Michelis (1940–2019)   | Minister van Buitenlandse Zaken      | 22 juli 1989     | 28 juni 1992     | PSI    |
|                       | Rino Formica          | Rino Formica (1927)              | Minister van Financiën               | 22 juli 1989     | 28 juni 1992     | PSI    |
|                       | Guido Carli           | Guido Carli (1914–1993)          | Minister van de Schatkist            | 22 juli 1989     | 24 april 1992    | DC     |
|                       | Paolo Cirino Pomicino | Paolo Cirino Pomicino (1939)     | Minister van het Budget              | 22 juli 1989     | 28 juni 1992     | DC     |
|                       | Giuliano Vassalli     | Giuliano Vassalli (1915–2009)    | Minister van Justitie                | 28 juli 1987     | 1 februari 1991  | PSI    |
|                       | Adolfo Battaglia      | Adolfo Battaglia (1930)          | Minister van Economische Zaken       | 28 juli 1987     | 11 april 1991    | PRI    |
|                       | Mino Martinazzoli     | Mino Martinazzoli (1931–2011)    | Minister van Defensie                | 22 juli 1989     | 27 juli 1990     | DC     |
|                       | Virginio Rognoni      | Virginio Rognoni (1924–2022)     | Minister van Defensie                | 27 juli 1990     | 28 juni 1992     | DC     |
|                       | Francesco De Lorenzo  | Francesco De Lorenzo (1938)      | Minister van Volksgezondheid         | 22 juli 1989     | 20 februari 1993 | PLI    |
|                       | Carlo Donat-Cattin    | Carlo Donat- Cattin (1919–1991)  | Minister van Arbeid en Sociale Zaken | 22 juli 1989     | 17 maart 1991    | DC     |
|                       | Rosa Russo Iervolino  | Rosa Russo Iervolino (1936)      | Minister van Arbeid en Sociale Zaken | 18 maart 1991    | 11 april 1991    | DC     |
|                       | Sergio Mattarella     | Sergio Mattarella (1941)         | Minister van Onderwijs               | 22 juli 1989     | 27 juli 1990     | DC     |
|                       | Gerardo Bianco        | Gerardo Bianco (1931–2022)       | Minister van Onderwijs               | 27 juli 1990     | 11 april 1991    | DC     |
|                       | Carlo Bernini         | Carlo Bernini (1936–2011)        | Minister van Transport               | 22 juli 1989     | 28 juni 1992     | DC     |
|                       |                       | Giovanni Prandini (1940–2018)    | Minister van Infrastructuur          | 22 juli 1989     | 28 juni 1992     | DC     |
|                       | Calogero Mannino      | Calogero Mannino (1939)          | Minister van Landbouw                | 13 april 1988    | 27 juli 1990     | DC     |
|                       | Vito Saccomandi       | Vito Saccomandi (1939–1995)      | Minister van Landbouw                | 27 juli 1990     | 11 april 1991    | DC     |
|                       | Giorgio Ruffolo       | Giorgio Ruffolo (1926–2023)      | Minister van Milieu                  | 28 juli 1987     | 28 juni 1992     | PSI    |
|                       | Ferdinando Facchiano  | Ferdinando Facchiano (1927–2022) | Minister van Cultuur                 | 22 juli 1989     | 11 april 1991    | PSDI   |
|                       | Oscar Mammì           | Oscar Mammì (1926–2017)          | Minister van Communicatie            | 28 juli 1987     | 11 april 1991    | PRI    |
|                       | Franco Carraro        | Franco Carraro (1939)            | Minister van Toerisme                | 28 juli 1987     | 5 februari 1990  | PSI    |
|                       | Carlo Tognoli         | Carlo Tognoli (1938–2021)        | Minister van Toerisme                | 5 februari 1990  | 28 juni 1992     | PSI    |
|                       | Renato Ruggiero       | Renato Ruggiero (1930–2013)      | Minister voor Buitenlandse Handel    | 28 juli 1987     | 11 april 1991    | PSDI   |
|                       | Rosa Russo Iervolino  | Rosa Russo Iervolino (1936)      | Minister voor Sociale Cohesie        | 28 juli 1987     | 28 juni 1992     | DC     |
|                       | Antonio Ruberti       | Antonio Ruberti (1927–2000)      | Minister voor Wetenschaps- beleid    | 28 juli 1987     | 28 juni 1992     | PSI    |
|                       | Vito Lattanzio        | Vito Lattanzio (1926–2010)       | Minister voor Noodtoestanden         | 13 april 1988    | 11 april 1991    | DC     |

De Gasperi II · De Gasperi III · De Gasperi IV · De Gasperi V · De Gasperi VI · De Gasperi VII · De Gasperi VIII · Pella · Fanfani I · Scelba · Segni I · Zoli · Fanfani II · Segni II · Tambroni · Fanfani III · Fanfani IV · Leone I · Moro I · Moro II · Moro III · Leone II · Rumor I · Rumor II · Rumor III · Colombo · Andreotti I · Andreotti II · Rumor IV · Rumor V · Moro IV · Moro V · Andreotti III · Andreotti IV · Andreotti V · Cossiga I · Cossiga II · Forlani · Spadolini I · Spadolini II · Fanfani V · Craxi I · Craxi II · Fanfani VI · Goria · De Mita · Andreotti VI · Andreotti VII · Amato I · Ciampi · Berlusconi I · Dini · Prodi I · D'Alema I · D'Alema II · Amato II · Berlusconi II · Berlusconi III · Prodi II · Berlusconi IV · Monti · Letta · Renzi · Gentiloni · Conte I · Conte II · Draghi · Meloni